# Cucullaea labiata
Cucullaea labiata är en musselart som först beskrevs av Daniel Solander.  Cucullaea labiata ingår i släktet Cucullaea och familjen Cucullaeidae. Inga underarter finns listade i Catalogue of Life.
Höger och vänster klaff av samma exemplar:

Höger klaff
Vänster klaff

## Bildgalleri

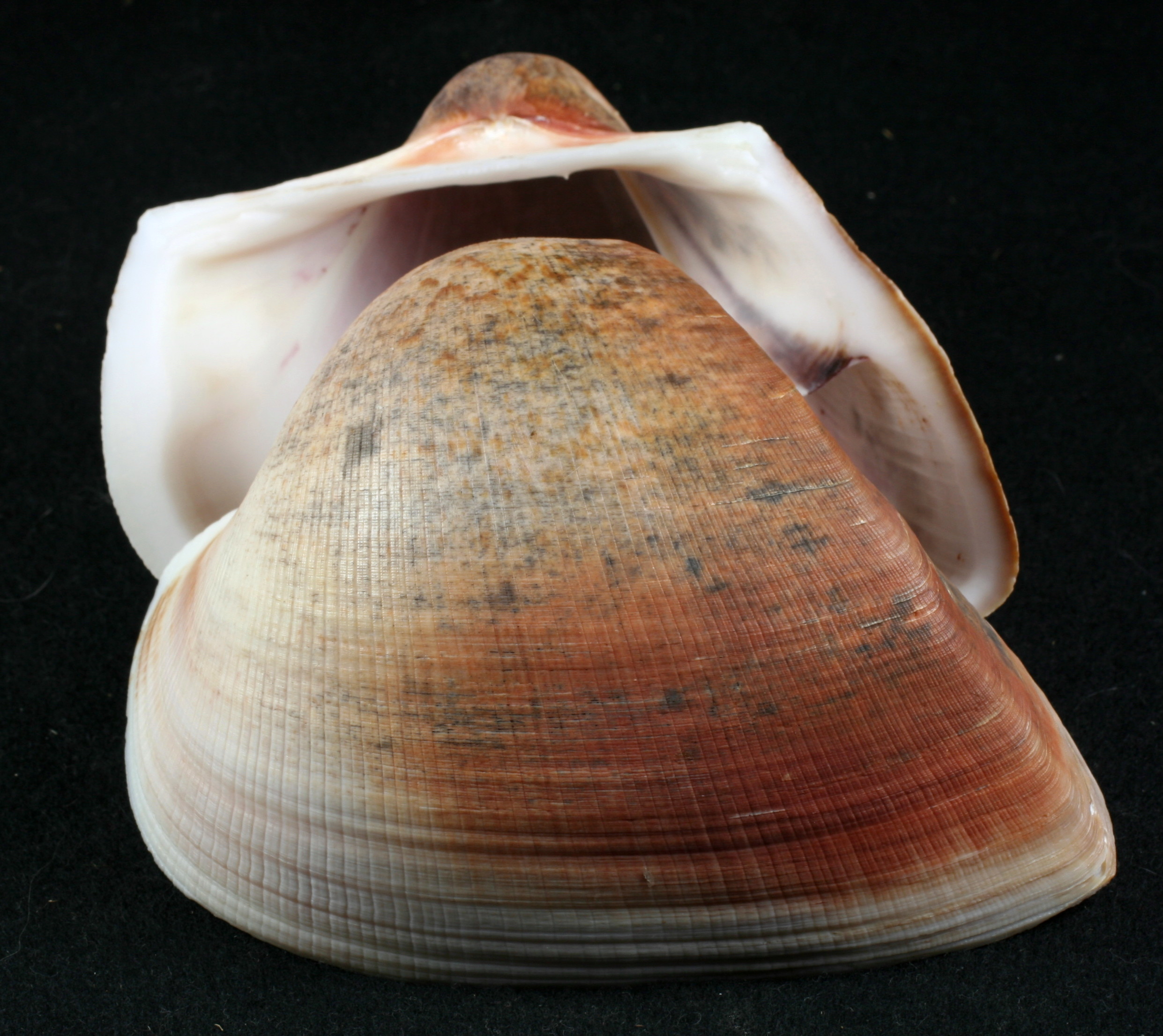